# Thouinia baracoensis
Thouinia baracoensis är en kinesträdsväxtart som beskrevs av A. Borhidi. Thouinia baracoensis ingår i släktet Thouinia och familjen kinesträdsväxter. Inga underarter finns listade i Catalogue of Life.